# Liyuqiao Shuiku
Liyuqiao Shuiku är en reservoar i Kina. Den ligger i provinsen Hubei, i den centrala delen av landet, omkring 230 kilometer nordväst om provinshuvudstaden Wuhan. Liyuqiao Shuiku ligger 61 meter över havet. Arean är 2,7 kvadratkilometer. Trakten runt Liyuqiao Shuiku består till största delen av jordbruksmark. Den sträcker sig 3,0 kilometer i nord-sydlig riktning, och 6,1 kilometer i öst-västlig riktning.
Följande samhällen ligger vid Liyuqiao Shuiku:
- Yicheng (61 027 invånare)

Genomsnittlig årsnederbörd är 1 060 millimeter. Den regnigaste månaden är augusti, med i genomsnitt 176 mm nederbörd, och den torraste är december, med 19 mm nederbörd.